# Batalha da Colina 70
A Batalha da Colina 70 foi uma batalha da Primeira Guerra Mundial entre o Corpo Canadense e cinco divisões do 6th Army (6º Exército Alemão). A batalha ocorreu ao longo da Frente Ocidental nos arredores de Lens em Nord-Pas-de-Calais, região da França, entre os dias 15 e 25 de agosto de 1917.
Os objetivos dessa investida eram infligir baixas e desviar as tropas alemãs para longe da Terceira Batalha de Ypres, ao invés de capturar o território. O Corpo Canadense executou uma operação para capturar a Colina 70 e estabeleceu posições defensivas que combinavam armas leves e artilharia pesada, algumas das quais se utilizavam de uma nova técnica chamada de en:predicted fire, com o intuito de rechaçar os contra-ataques alemães e causar o maior número de baixas possíveis. Os objetivos do Corpo Canadense foram parcialmente atingidos; os alemães foram impedidos de transferir divisões locais para a Região de Ypres, porém falharam em desviar as tropas de outras áreas.
Uma tentativa posterior do Corpo Canadense de ampliar sua posição para a cidade de Lens falhou, porém as avaliações alemã e canadense da batalha concluíram que ele conseguiu seu objetivo de atrito. A batalha foi custosa para ambos os lados e muitas baixas foram causadas por uso extensivo de armas químicas, incluindo carregamentos contendo gás mostarda.

## Antecedentes
A cidade industrial de Lens, produtora de carvão, caiu sob controle alemão em outubro de 1914 durante a Corrida para o mar. Consequentemente, os alemães controlavam também os morros da Colina 70 no norte da cidade e as colinas Sallaumines a sudoeste, ambos possuindo vistas panorâmicas sobre a área circundante, bem como da própria cidade. A Colina 70 era uma extensão sem árvores no final de uma das muitas esporas. Em setembro de 1915 os britânicos tomaram a colina durante a Batalha de Loos, mas não conseguiram mantê-la.
O comandante do First Army (Primeiro Exército Britânico), General Henry Horne, ordenou que o Corpo Canadense retirasse o I Corps da posição de oposição na cidade de Lens em 10 de julho de 1917 e mandou que o comandante do Corpo Canadense, Arthur Currie, preparasse um plano de captura da cidade até o fim de julho de 1917. A operação tinha por intenção abarcar o máximo de tropas alemãs quanto possível e impedir que eles reforçassem o setor de Ypres durante a Terceira Batalha de Ypres.
O comando do Corpo Canadense foi mudado recentemente. Um mês antes, o comandante do Corpo Canadense Julian Byng fora promovido a general e substituiu o general Edmund Allenby como o comandante do Third Army (Terceiro Exército). Arthur Currie, o comandante da en:1st Canadian Division(1º Divisão Canadense), foi promovido a tenente-general e assumiu o controle do Corpo Canadense.

## Plano Tático
Currie considerava que ter o controle de tanto a Colina 70 quanto as Colinas Sallaumines seria taticamente mais importante do que ter o controle da cidade de Lens. Meramente ocupar a cidade enquanto os alemães tinham a posição superior, colocaria os atacantes em posição desfavorável e em posição que ficariam mais expostos do que as que eles ocupavam. Em uma conferência do comando dos corpos, Currie persuadiu o comandante do Primeiro Exército, general Henry Horne a considerar a Colina 70, não Lens, como o principal alvo da limitada ofensiva. Controlar a Colina 70 proporcionaria uma excelente observação sobre as linhas alemãs, em preparação para outras ofensivas. Currie acreditava que a vantagem de observação da Colina 70 permitiria artilharia bem dirigida para lidar efetivamente contra qualquer contra-ataque. Logo, o plano era ocupar o terreno elevado rapidamente, estabelecer posições defensivas e utilizar armas leves e fogo de artilharia para repelir contra-ataques esperados e infligir o maior número de baixas possíveis.

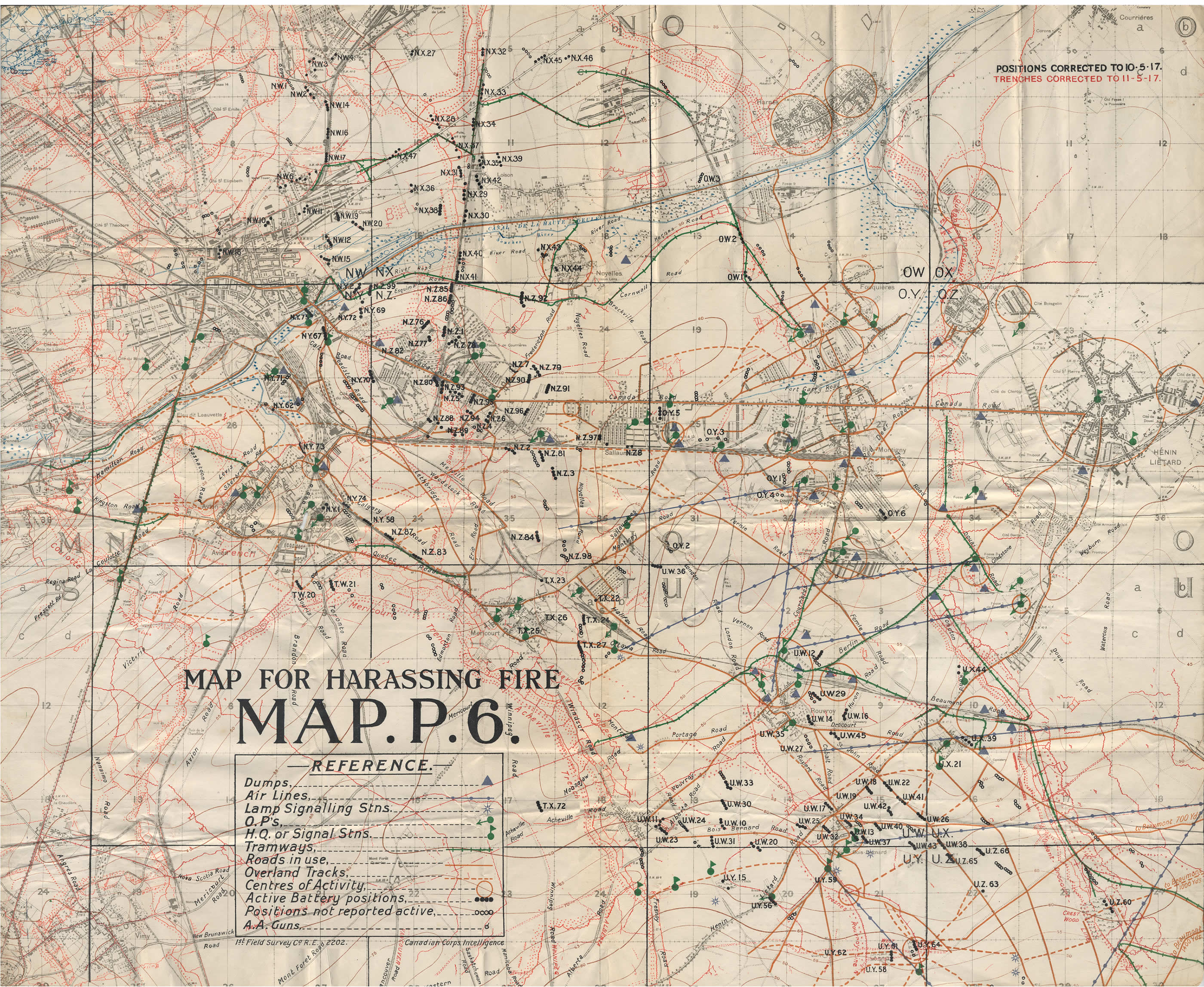
Mapa da artilharia nos arredores de Lens, com marcações para bombardeio de fogo contínuo.

Em uma tentativa de enganar ainda mais os alemães, pequenas operações foram realizadas em um esforço para sugerir um próximo ataque do Primeiro Exército Britânico ao sul do canal de La Bassée. Isso incluía um ataque da Nona Brigada Canadense contra unidades da 36th Reserve Division (36º Divisão de Reserva Alemã) na trincheira de Mericourt e o ataque de gás do Primeiro Exército Britânico ao norte de Loos, ambos no final de julho de 1917.
O mau tempo postergou o ataque à Colina 70 do final de julho meados de agosto. Nesse ínterim, companhias especiais dos en:Royal Engineers (Engenheiros Reais) aumentaram o nível de perturbação atirando um total de 4.400 barris de gás em Lens em 15 de agosto. A artilharia neutralizou 40 de um total estimado de 102 baterias alemãs ao redor da área por volta da 0h, parte pela técnica de en:predicted fire pela primeira vez usando pontos de referência e armas calibradas, melhorou bastante sua precisão. As tropas foram roteadas através da área de reserva para realizar treinamento e ensaios em preparação para o assalto. Essas ações preliminares óbvias de ataque não foram ignoradas pelos alemães, que fizeram com que fosse impossível conciliar as intenções do Primeiro Exército e até, como se demonstrou, a data do ataque. O melhor que se pode fazer era tentar enganar os alemães em relação ao tempo e o lugar. Deste fim o I Corps encenou exercícios com tanques falsos em 14 de agosto a oeste de Lens.

## A batalha

### Forças Opositoras
O Comandante do Corpo Canadense, o tenente-general Arthur Currie possuía três divisões de ataque, uma divisão na reserva e numerosas unidades de suporte sob seu comando.
O general de infantaria do 6º Exército Alemão, Otto von Below, foi o responsável pela área entre Lille e Cambrai. A Colina 70 e as áreas circundantes eram defendidas pelo ad hoc Gruppe Loos. Os elementos defensivos do 6º Exército Alemão consistiam na 7th Division (7ª Divisão), 4th Guards Division (4ª Divisão de Guardas) de Guardas, 185ª Divisão, 11th Reserve Division (11ª Divisão da Reserva) e a 220ª Divisão.

### Assalto à Colina 70
O Plano para capturar a Colina 70 exigiu que a Primeira e Segunda Divisões Canadenses atacassem em uma frente de 3.700m. Seus objetivos eram capturar as principais posições defensivas do inimigo na inclinação leste ou reversa da Colina 70. Os objetivos foram marcados em profundidade por três etapas. Na primeira etapa, as tropas de assalto capturariam as trincheiras da linha de frente alemã. A segunda posição alemã na crista da colina durante a segunda etapa e a fase final, marcada pela terceira linha alemã, no reverso da encosta, e cerca de 1.400 metros da posição inicial. A 1ª Divisão Canadense e a 3ª Brigada de Infantaria Canadense atacariam o norte da Colina 70 enquanto a 2º Brigada de Infantaria Canadense atacaria o cume. A 2º Divisão e a 4º e 5º Brigadas atacariam os destroços do subúrbio da Cité St. Edouard, St Laurent e St. Émile diretamente ao sul da Colina 70.

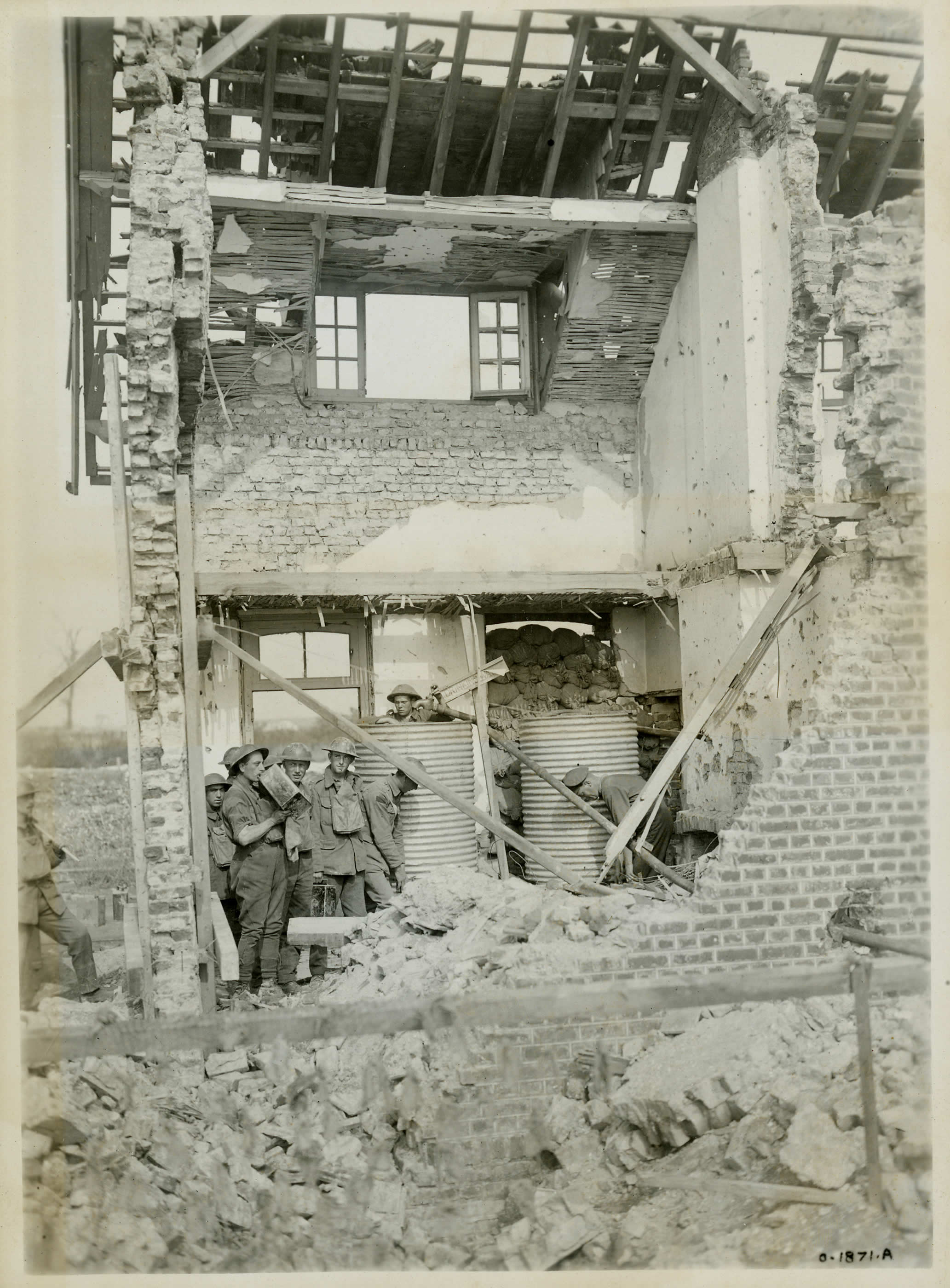
Uma casa destruída a oeste de Lens, usada para estocar tanques de água.

O assalto começou às 4h25 na manhã do dia 15 de agosto. Companhias especiais dos Engenheiros Reais dispararam barris de óleo flamejante no subúrbio de Cité St. Élisabeth e em outros alvos selecionados complementar a barragem (militar) e construir uma tela de fumaça. As posições divisórias de artilharia de campo executaram uma barragem diretamente ante ao avanço das tropas assaltantes, enquanto os obuses de campo derrubavam posições alemãs a 400m e obuses pesados atacaram todas as outras posições fortificadas conhecidas dos alemães. Oficiais de Observação de Artilharia Adiante avançaram com a aeronave de observação de infantaria e artilharia, que enviou 240 chamadas para o fogo de artilharia sem fio. Os alemães subiram com suas unidades de reserva na noite anterior em antecipação  a um ataque e a força principal das tropas canadenses foi detectada às 3h e, dentro de três minutos após o ataque, a artilharia alemã derrubou o fogo defensivo em grande dispersão de pontos. As posições avançadas afetadas da 7ª Divisão Alemã e da 11ª Divisão de Reserva foram rapidamente superadas. Dentro de vinte minutos do início do ataque, ambas divisões canadenses tinham atingido seu primeiro objetivo. Às 6h, a 2ª Brigada de Infantaria Canadense alcançara seu segundo objetivo, enquanto as unidades das outras três brigadas já tinham, em alguns casos, alcançado seus objetivos finais. Apenas as companhias de flanqueamento dos dois batalhões do ataque à Colina 70 conseguiram alcançar seus objetivos. O restante de ambas as unidades foi forçado a recuar morro acima e consolidar sua posição como linha de objetivo intermediário.
No flanco direito da 2ª Divisão Canadense, a 12ª Brigada de Infantaria Canadense da 4ª Divisão Canadense executou uma operação de diversão que provou ser bem-sucedida em desviar o fogo alemão para longe da operação principal. Quatro horas depois, a 11ª Brigada de Infantaria Canadense da 4ª Divisão Canadense tentou explorar a força alemã enfraquecida, enviando fortes patrulhas para o centro de Lens. Isso finalmente falhou quando os alemães usaram contra-ataques locais na frente da 4ª Divisão Canadense para dirigir as patrulhas de volta aos arredores da cidade.

### Contra-ataques iniciais
Em preparação para os contra-ataques alemães, a 1ª e a 2ª Divisões Canadenses começaram a reforçar e construir pontos fortes imediatamente após a captura da primeira linha de objetivo. Dentro de duas horas do início da batalha, os alemães começaram a usar suas reservas imediatas para montar contra-ataques locais. Entre 7h e 9h do dia 15 de agosto, os alemães executaram quatro ataques locais contra as posições canadenses. Cada ataque foi repelido devido, em grande parte, ao trabalho de observadores de artilharia dianteira, que agora podiam ignorar algumas das posições alemãs. Em uma ocasião, o contra-ataque só foi repelido depois de um envolvimento de luta corpo-a-corpo. Os alemães rapidamente trouxeram sete batalhões adicionais da 4º Divisão de Guardas e da 185º Divisão para reforçar a linha de oito batalhões já em posição. Nos três dias seguintes, os alemães executaram nada mais que 21 contra-ataques contra as posições canadenses. Um ataque frontal contra a 2ª Brigada de Infantaria Canadense  na tarde do dia 15 de agosto falhou no final. Um ataque alemão contra a 4ª Brigada de Infantaria Canadense foi inicialmente bem-sucedida com os alemães recapturando a trincheira Chicory mas foram expulsos depois na mesma tarde. 

### Captura da Colina 70 e contra-ataques adicionais

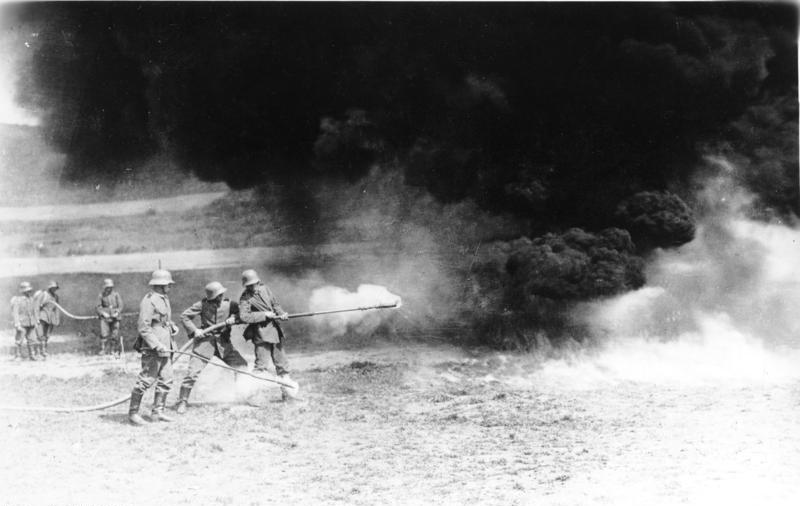
Times de lança-chamas alemães foram usados com sucesso para temporariamente quebrar as linhas canadenses.

A manhã do dia 16 de agosto foi relativamente tranquila, com apenas algumas tentativas de pequenas patrulhas alemãs de se aproximar das linhas canadenses. Depois de falharem em capturar todos os seus objetivos no dia anterior e tendo que adiar ataques adicionais várias vezes, a 2ª Brigada Canadense atacou e capturou e restante do seus objetivos finais de linha na tarde do dia 16. O assalto durou um pouco mais de uma hora, mas as tropas foram forçadas a se defender de uma dúzia de contra-ataques alemães durante o dia.
Tentativas das 4ª e 11ª Brigada de Infantaria Canadenses de eliminar um inimigo proeminente entre Cité St. Élisabeth e Lens em 17 de agosto falharam e como fora previsto, os alemães continuaram a montar contra-ataques. O comando alemão começou a perceber que as artilharias canadense e britânicas precisariam ser neutralizadas antes que um contra-ataque pudesse ser bem-sucedido. Os alemães começaram com uma série de contra-ataques contra uma pedreira sob o controle canadense fora da Cité St. Auguste, mas também procuraram desgastar os recursos da artilharia canadense enviando falsos sinais de chamariz ou provocando a infantaria para pedir fogo de artilharia desnecessário. Os alemães também começaram a usar gás venenoso com seriedade. Entre 15.000 e 20.000 cápsulas do novo de:Gelbkreuz, contendo o agente do gás mostarda foram disparados em adição a um número indeterminado de cápsulas de en:disphogene (disfogênio). As 1ª e 2ª Brigadas de Artilharia de Campo e a linha de frente canadense foram fortemente atingidas. Muitos homens de artilharia se tornaram vítimas depois que o gás embaçou os óculos de seus respiradores e foram forçados a remover suas máscaras para colocar os fusíveis e mirar para manter a precisão de fogo. Os alemães usaram a proteção do gás para fazer uma série de tentativas contra a pedreira controlada pelos canadenses e contra a trincheira Chicory na noite do dia 17 de agosto e na manhã do dia 18.Todas as tentativas contra a pedreira falharam e apenas a 55º Regimento de Infantaria da Reserva (ligadas à 11ª Divisão de Reserva) conseguiu quebrar as defesas na trincheira canadense de Chicory antes de ser repelida. Tropas alemãs munidas de lança-chamas conseguiram penetrar na linha canadense ao norte da pedreira na manhã do dia 18 de agosto antes de serem expulsas.

### Ataque a Lens

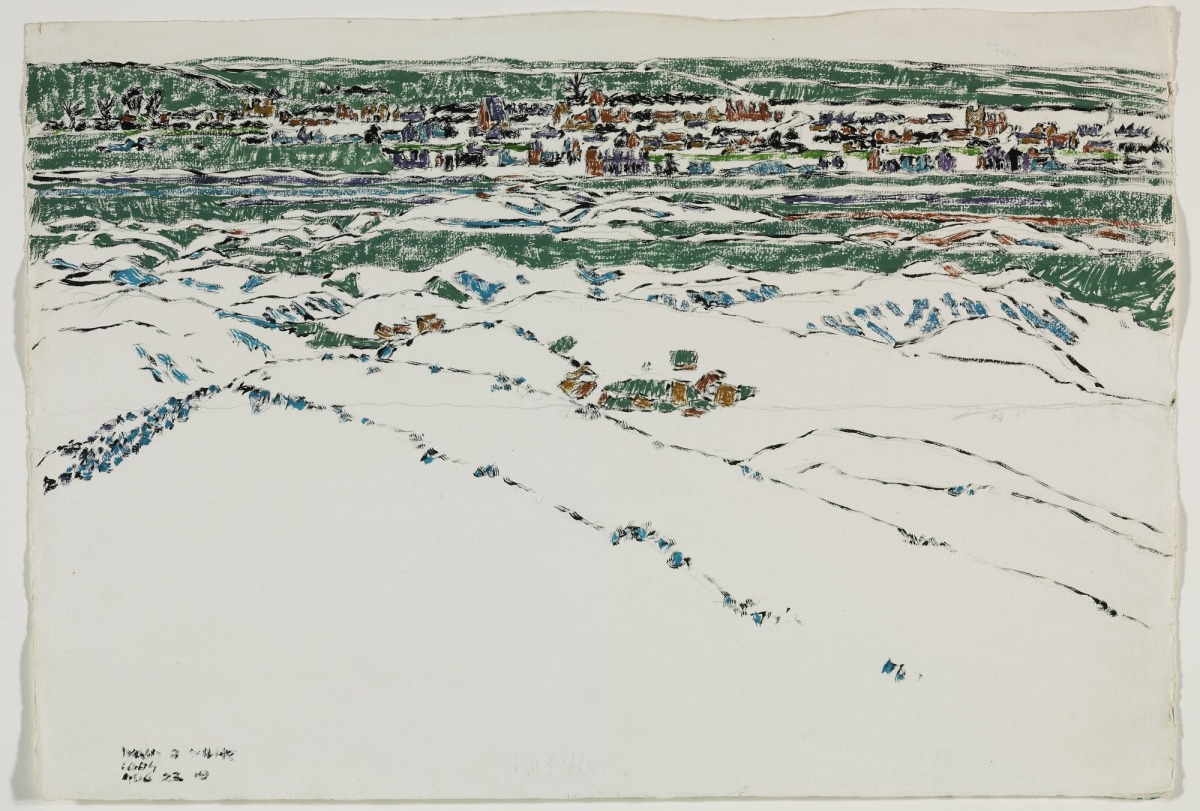
David Milne - Vista de Loos das trincheiras da Colina 70.

A linha de frente se acalmou significativamente depois do ataque final à pedreira. Para o Corpo Canadense, os dias seguintes consistiram em uma grande consolidação de suas atividades. A linha de frente foi empurrada a mais de 300m, a meio caminho entre os objetivos intermediário e finais originais. A 4ª Divisão ligeiramente avançou seus postos aos arredores de Lens e estendeu sua frente para o norte para incluir a estrada Lens-Bethune. Currie desejava melhorar ainda mais a posição em torno da Colina 70 e ordenou um ataque contra as posições inimigas ao longo de uma frente de 3.000m em frente às 2ª e 4ª Divisões Canadenses.
A operação foi programada para a manhã do dia 21 de agosto, as tarefas foram divididas entre 6ª Brigada de Infantaria Canadense na esquerda e na direita pela 10ª Brigada de Infantaria Canadense. O ataque foi programado para começar às 4h35, mas os alemães começaram a bombardear as posições canadenses às 4h e logo antes do ataque canadense, o flanco esquerdo da 6ª Brigada de Infantaria Canadense foi atacado por unidades alemãs da 4ª Divisão de Guardas. Ambas as forças se encontraram entre os seus respectivos objetivos, houve luta corpo-a-corpo. Nessa luta corpo-a-corpo o avanço da 6ª Brigada foi parado; a comunicação entre as unidades dianteiras e o quartel-general da brigada foi interrompida no início do ataque e não pode ser restaurada em decorrência do intenso bombardeio alemão, fazendo com que fosse impossível coordenar infantaria e artilharia.
Contra-ataques realizados pela 4ª Divisão de Guardas, reforçados pela 220ª Divisão, forçou a 6ª Brigada de Infantaria Canadense em retirada à posição inicial. No flanco direito, uma unidade da 10ª Brigada de Infantaria Canadense sofreu um grande número de baixas decorrentes do bombardeio, enquanto se preparava para o ataque, deparando-se com artilharia massiva e fogo de metralhadora no seu objetivo mais próximo. Apenas três pequenas patrulhas, nenhuma sendo maior que 20 homens, alcançaram seu objetivo. As outras duas unidades atacantes capturaram seus objetivos ao final da tarde e um posto foi criado na linha da 4ª Divisão Canadense. Na noite do dia 21 de agosto, três patrulhas avançaram para alvejar as posições alemãs a partir dos flancos, mas foram parcialmente bem sucedidas. Um ataque adicional planejado para o dia 22 de agosto falhou em se concretizar, devido a confusões a nível de batalhão. Uma unidade de brigada de reserva foi enviada para remediar a situação, atacando um depósito de rejeitos de mineração de carvão, conhecido como Green Crassier, além de um complexo de mineração em Fosse St. Louis. O ataque foi repelido, com a maioria dos atacantes sendo mortos, feridos ou feitos prisioneiros. Os alemães controlaram a área até a última retirada alemã, em 1918.

## Resultados

### Análise

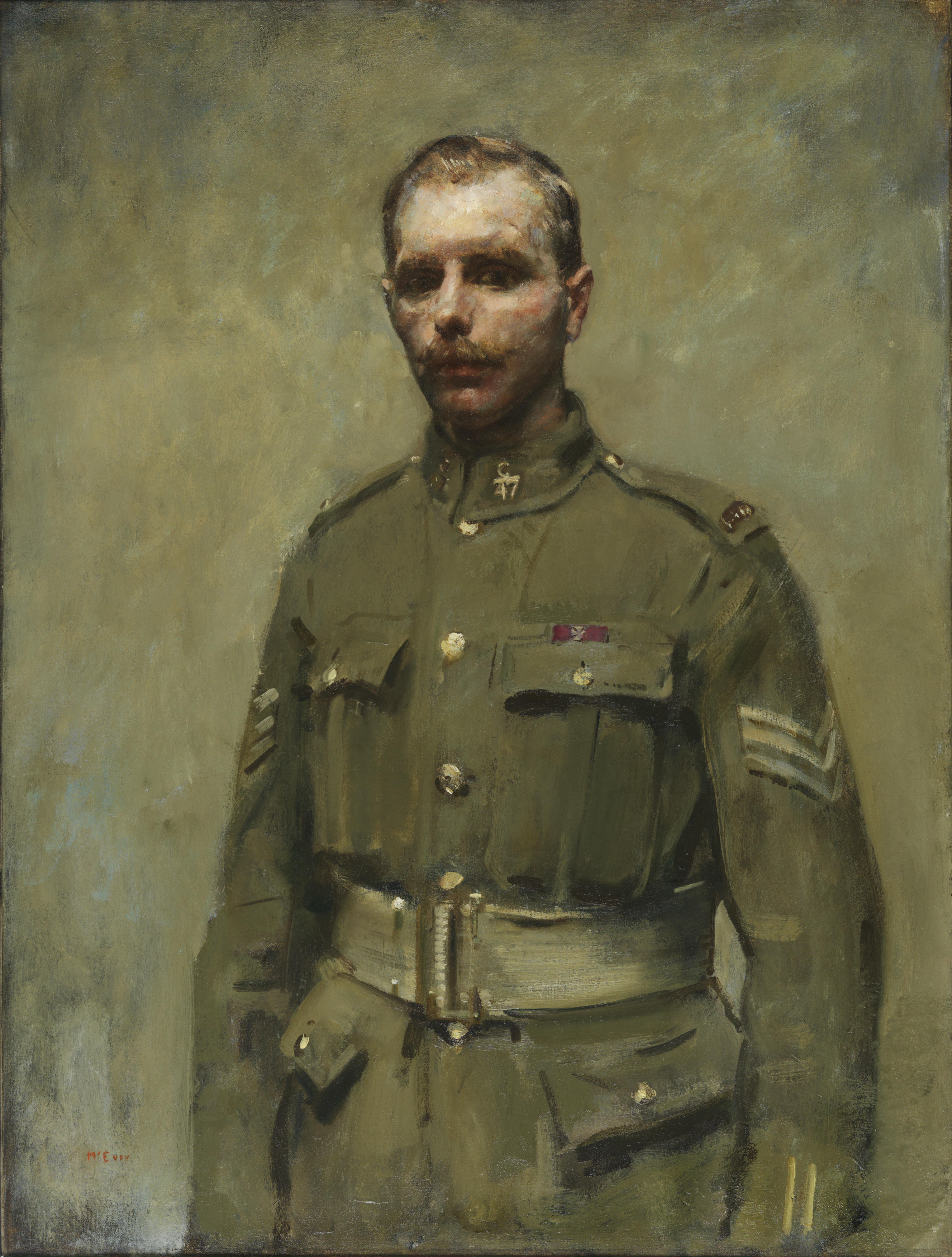
Cabo Filip Konowal, o único ucraniano condecorado com a Cruz Victoria.

Os alemães desistiram de suas tentativas em recapturar o terreno perdido em Lens, em razão das altas demandas de operações defensivas na Terceira Batalha de Ypres e a necessidade de evitar que as forças fossem dispersas do esforço de guerra principal. O ataque canadense preveniu que cinco divisões alemãs da área de Lens fossem transferidas para Flanders.

### Operações subsequentes
O restante de agosto, todo o mês de setembro e o início de outubro foram relativamente tranquilos, com os esforços canadenses concentrados principalmente na preparação de outra ofensiva, embora não tenha se concretizado, em larga medida porque o Primeiro Exército Britânico não possuía recursos suficientes para tal. Em vez disso, o Corpo Canadense foi transferido para o setor de Ypres no início de outubro em preparação para a en:Second Battle of Passchendaele (Segunda Batalha de Passchendaele). Logo após a batalha, O comandante do 6º Exército Alemão, General der Infanterie Otto von Below foi transferido para a Italian front (Frente italiana), onde tomou o comando do recém-criado 14th Army (14º exército Austro-Germânico). Sob esse cargo, executou uma ofensiva extremamente bem-sucedida na Batalha de Caporetto em outubro de 1917. O General der Infanterie Ferdinand von Quast tomou o comando do 6º Exército Alemão até o fim da guerra.

### Cruz Vitória
Seis Cruz Vitória, a maior condecoração militar por bravura concedidos a militares da Commonwealth, foram concedidos a membros do Corpo Canadense por suas ações durante a batalha.
- Private Harry Brown (Soldado Harry Borwn) do 10º Batalhão Canadense; [34]
- Company Sergeant-Major Robert Hill Hanna (Primeiro Sargento Robert Hill Hanna) do 29º Batalhão de Vancouver; [35]
- Sergeant Frederick Hobson (Sargento Frederick Hobson) do 20º Batalhão de Central Ontario; [36]
- Cabo Filip Konowal 47º Batalhão da Columbia Britânica; [37]
- Acting Major Okill Massey Learmonth (Major Okill Massey Learmonth) do 2º Batalhão do Eastern Ontario; [38]
- Private Michael James O'Rourke (Soldado Michael James O'Rourke) do 7º Batalhão da Columbia Britânica. [39]

## Legado

### Reações do Canadá francês à Primeira Guera Mundial
Para entender como o Canadá foi forçado a participar da Primeira Guerra Mundial é necessário lembrar que este país ainda estava atrelado ao Império Britânico e, portanto, quando a guerra foi declarada e o sistema de alianças foi acionado, a Inglaterra ao declarar guerra às potências centrais, automaticamente faria com que o Canadá fizesse o mesmo. Inicialmente o apoio canadense (tanto da parte francesa como anglófona) foi positivo perante o esforço de guerra. Entretanto, apenas um quarto dos elegíveis para o recrutamento era do Quebec (francês) e destes apenas 11% era quebequence. Isso acabou por gerar uma grande revolta por parte do Canadá anglófono, este alegando que o esforço de guerra não estaria sendo o suficiente pela parte francesa, além da óbvia questão sobre a identidade linguística e seu histórico como povo desde as épocas mais remotas. Para acrescentar a esse fato, a França, aliada da Inglaterra, não conseguiu fazer com que esse Canadá francês entrasse mais a fundo no esforço de guerra, estes que se sentiam traídos pelo abandono que a França os provocou no longo do século XVIII passando então para o controle inglês. Situação também agravada pela situação econômica vivida pelo Canadá à época com altas taxas de desemprego. Isso acabou por acarretar uma série de revoltas protagonizadas pelo Canadá francês, além da ameaça do Parlamento em aumentar o número de homens enviados para o esforço de guerra em mais de 500 mil, quando a nação possuía em seu território 7,5 milhões de habitantes. Isso também acabou pro provocar uma propaganda bastante negativa de alguns meios de comunicação, entre eles está o do Manitoba Free Press:
Não há mais nenhuma razão pela qual a verdade total não deve ser falada sobre Quebec. O povo daquela Província foi classificado como renunciante durante toda a guerra. Eles foram prolíficos em desculpas e evasões, e em nada mais. A eleição geral de 17 de dezembro é decidir se devem ou não se encarregar do Canadá pelo resto da guerra
Apesar de todos esses fatores, a votação acabou por não passar para demonstrar o quanto o Quebec ainda possuía forças para combater a opinião anglófona perante o esforço de guerra e manter sua posição de não participar mais nos conflitos. Isto acabou pro recrudescer a tensão entre os dois lados e no dia 1 de janeiro de 1918 o governo canadense resolveu fazer cumprir o en:Military Service Act (Canada) chamando mais de 400 mil homens para o recrutamento. Após meses de alta tensão, uma multidão se reuniu em Saint-Sauveur, um bairro na cidade de Quebec em 1 de abril de 1918, assim começaram a confrontar os soldados locais. Após serem ordenadas a se dispersar, as tropas receberam ordens de abrir fogo contra a multidão o que deixou um saldo de 4 mortos e mais de 100 feridos. Em seguida foi decretado estado de sítio e 6 mil homens anglófonos foram chamados para controlar a situação, o que acabou por ser bem sucedida. Entretanto, após mais de um século desse embate, as feridas deixadas por esse confronto estão longe de serem sanadas.